# Іренеуш Єлень
Іренеуш Єлень (пол. Ireneusz Jeleń, МФА: [irɛˈnɛuʂ ˈjɛlɛɲ], нар. 9 квітня 1981, Цешин) — колишній польський футболіст, нападник. Насамперед відомий виступами за клуби «Вісла» (Плоцьк) та «Осер», а також національну збірну Польщі.

## Клубна кар'єра
У дорослому футболі дебютував 2002 року виступами за команду клубу «Вісла» (Плоцьк), в якій провів чотири сезони, взявши участь у 100 матчах чемпіонату. Більшість часу, проведеного у складі плоцької «Вісли», був основним гравцем атакувальної ланки команди. У складі плоцької «Вісли» був одним з головних бомбардирів команди, маючи середню результативність на рівні 0,45 голу за гру першості.
Своєю грою за цю команду привернув увагу представників тренерського штабу французького «Осера», до складу якого приєднався 2006 року. Відіграв за команду з Осера наступні п'ять сезонів своєї ігрової кар'єри. Граючи у складі «Осера» також здебільшого виходив на поле в основному складі команди. В новому клубі був серед найкращих голеодорів, відзначаючись забитим голом в середньому майже у кожній другій грі чемпіонату.
2011 року на правах вільного агента приєднався до складу «Лілля». В цій французькій команді стати гравцем основного складу не зміг і, провівши лише 13 ігор, повернувся на батьківщину, ставши 2012 року гравцем «Подбескідзе», а на початку 2013 приєднавшись до «Гурника» (Забже).

## Виступи за збірну
2003 року дебютував в офіційних матчах у складі національної збірної Польщі. Наразі провів у формі головної команди країни 29 матчів, забивши 5 голів.
У складі збірної був учасником чемпіонату світу 2006 року у Німеччині.

## Титули і досягнення
- Володар Кубка Польщі (1):

Вісла (Плоцьк): 2005-06